# Мохд Кхаир Нгадирон

Мохд Кхаир Нгадирон (малайск.  Mohd Khair Ngadiron  ) (род. 27 февраля 1966, Кота-Тингги, Джохор — культурный деятель, исполнительный директор Института перевода и книги Малайзии в 2007—2018 гг.

## Краткая биография
Окончил Международный исламский университет Малайзии. Работал на юридическом факультете Университета преподавателем, был заместителем декана подготовительного факультета, выступал консультантом дискуссионного студенческого клуба. С декабря 2007 г. — исполнительный директор Института перевода и книги Малайзии. Член руководящего совета Корпорации «Город книги». Участник многих международных конференций, в том числе XIX Всемирного конгресса Международной федерации переводчиков в Вашингтоне (2011) и университетского форума Россия-АСЕАН во Владивостоке (2016).
Институт перевода и книги Малайзии под его руководством превратился в один из ведущих переводческих и издательских центров страны (более 350 названий книг в год). В 2015 г. выступил инициатором издания сборника речей президента России В.В. Путина в переводе на малайский язык.
14 октября 2018 г. министерство финансов Малайзии прервало контракт с Мохд Кхаиром Нгадироном в качестве исполнительного директора Института перевода и книги Малайзии

## Награды
- За безупречный труд (Международный исламский университет Малайзии, 2005)
- Член Ордена защитника королевства (Ahli Mangku Negara) (2010)
- Премия Международного исламского университета Малайзии (2012)[5].

## Публикации
- Mohd Khair Ngadiron. Setulus Kata / The Naked Truth. Kuala Lumpur: Studio Anai Anai, 2017 ISBN 9789672013075
- Mohd Khair Ngadiron. Antara Banyak Sinar… Entah Mengapa, BULAN Juga Menawan Pandang. Kuala Lumpur: Sinaganaga Lan Benhussain, 2018.